# غاري سميث (لاعب كرة قدم مواليد 1991)
غاري سميث (بالإنجليزية: Gary Smith)‏ هو لاعب كرة قدم بريطاني في مركز الهجوم، ولد في 28 مايو 1991 في غلاسكو في المملكة المتحدة. لعب مع نادي دمبرتون ونادي ستنهاوسموير ونادي ماذرويل.

## وصلات خارجية
- غاري سميث على موقع قاعدة بيانات كرة القدم.إي يو (الإنجليزية)
- غاري سميث على موقع Soccerbase.com (لاعب) (الإنجليزية)